# Indie Memphis
Indie Memphis, basée à Memphis, au Tennessee, est une organisation artistique qui gère tout au long de l'année des programmes qui « inspirent, encouragent et promeuvent les films et la réalisation cinématographiques indépendants à Memphis ».

## Festival du film
L'organisation est principalement connue pour son festival du film annuel qui a lieu à Memphis. Le festival, qui a généralement lieu en novembre, a été classé à l'échelle nationale comme l'un des « 25 festivals de films les plus cool » par le magazine MovieMaker (en).